# あぁ (Superflyの曲)
「あぁ」は、2011年6月29日に発売されたSuperflyの13作目のシングル。

## 概要
「あぁ」は、6月15日に発売されたアルバム『Mind Travel』収録曲「Ah」の歌詞のあるバージョンである。元々は歌詞のあるバージョンが先に制作されていたが、越智の要望で歌詞のないバージョンも制作され、アルバムには歌詞無しバージョンが収録された。インタビューで歌詞のあるバージョンがあると発言した事により問い合わせが殺到し、急遽1曲のみのシングルとしてリリースが決定した。

## 収録曲
1. あぁ (3:32)
  - 作詞：越智志帆　作曲・Basic Arrangement：多保孝一、編曲：蔦谷好位置

## 収録アルバム
あぁ
- 『Superfly BEST』（#7・Disc 2）